# Hlîneanka, Liuboml
Hlîneanka (în ucraineană Глиня́нка) este un sat în comuna Olesk din raionul Liuboml, regiunea Volînia, Ucraina.

## Demografie
Componența lingvistică a localității Hlîneanka
     Ucraineană (99,12%)
     Alte limbi (0,88%)
Conform recensământului din 2001, majoritatea populației localității Hlîneanka era vorbitoare de ucraineană (99,12%), existând în minoritate și vorbitori de alte limbi.